# كرايغ ميلر (منتج أفلام)
كرايغ ميلر (بالإنجليزية: Craig Miller)‏ هو منتج أفلام أمريكي، ولد في 23 يناير 1954 في لوس أنجلوس في الولايات المتحدة.

## وصلات خارجية
- كرايغ ميلر على موقع IMDb (الإنجليزية)